# 紀元前0年代
紀元前0年代（きげんぜんぜろねんだい）は、紀元前1世紀の最後の9年間である紀元前9年から紀元前1年までの期間を指す便宜上の呼称である。

## 概要
ユリウス暦においてもグレゴリオ暦においても（紀元）0年という年は存在せず、紀元前1年の翌年は（紀元）1年である。そのため、「紀元前0年代」という表現は通常は存在しない。

ただし、天文学やISO 8601（日付と時刻の表記に関する国際規格）では、紀元1年の前年（すなわち紀元前1年）を西暦0年、その前年（紀元前2年）を西暦-1年と定めている。
1年は西暦の最初の年である。525年にローマの神学者ディオニュシウス・エクシグウスは、525年前にイエス・キリストが顕現したと宣言した。

ディオニュシウスが「顕現」と言ったのは、キリストの誕生か受胎のどちらを表すのか、また525年前と言ったのは、紀元前1年と紀元1年かどちらを表すのかについて、現在の学者の間でも議論がある。いずれにせよ、現在ではキリストはこの年より数年早く生まれたと考えられている。

## できごと
- 年不明 - パルティアの首都ミトラダトケルトが地震により壊滅した。

### 紀元前9年
- パンノニアがイリュリアの一部としてローマ帝国に組み込まれた。
- アラ・パキスが捧げられた。
- ティベリウスがドイツの征服を続けた。

### 紀元前8年
- 今日のドイツにコブレンツの街が建設された。

### 紀元前6年
- ウサギの伝染病を抑えるため、アウグストゥスがバレアレス諸島にフェレットを放った。このフェレットはガイウス・プリニウス・セクンドゥスにより'viverrae'と名付けられた。
- ティベリウスがアルメニアに転戦し、その後ロドス島に撤退した。
- 紀元前6年-紀元前4年 - イエス・キリストが生まれた。

### 紀元前4年
- ヘロデ・アルケラスがユダヤの行政長官になった。ヘロデ・アンティパスがガリラヤとパレアの四分領主になった。

### 紀元前2年
- アウグストゥスとスクリボニアの娘ユリアが反逆と姦通の罪で母親とともにヴェントテーネに流された。
- アウグストゥスが元老院 (ローマ)から「祖国の父（pater patriae）」の称号を受けた[2]。

### 紀元前1年
- 今日のスペインにアルカラ・デ・エナーレスの街が建設された。
- オウィディウスによって『恋愛術（恋の技法）（原題:Ars amatoria）』が書かれた。

## 主な人物
- イエス・キリスト
- ティグラネス4世:アルメニアの王
- エラトー:アルメニアの女王
- アルタウァスデス3世:アルメニアの王
- 成帝:前漢の皇帝
- 哀帝:前漢の皇帝
- 平帝:前漢の皇帝
- 王莽:新朝の皇帝
- 董賢:前漢の役人
- アンティオコス3世:コンマゲネの王
- アルミニウス:ケルスキ族の族長
- 垂仁天皇:日本の天皇
- フラーテス4世:パルティアの王
- フラーテス5世:パルティアの王
- ムサ:パルティアの王妃
- アウグストゥス:ローマ帝国の皇帝
- 大ドルスス:ローマの執政官
- ガイウス・カエサル:ローマの軍人
- ティトゥス・リウィウス:ローマの歴史家
- オウィディウス:ローマの詩人
- クイリニウス:ローマの政治家、貴族
- ティベリウス:ローマ帝国の皇帝
- ヘロデ大王:ユダヤの王
- 赫居世居西干:新羅の王